# 秋田史帆
秋田 史帆（あきた しほ、1990年1月18日 - ）は、愛知県一宮市出身の女子プロテニス選手。テニスラウンジ所属。

## 来歴

### アマチュア時代
7歳でテニスを始め、小学生から高校生まで木曽川ローンテニスクラブに在籍した。一宮市立丹陽西小学校、一宮市立丹陽中学校、愛知啓成高等学校を卒業。木曽川ローンテニスクラブには4歳年下の日比野菜緒も在籍しており、日比野は秋田に憧れていたという。高校年代では全国高等学校総合体育大会テニス競技大会（インターハイ）や全日本ジュニアテニス選手権といった大規模な大会では満足いく結果を残せなかった。

### プロ転向後
2007年（平成19年）にプロに転向した。2011年（平成23年）と2012年（平成24年）には島津全日本室内テニス選手権大会女子シングルスで2連覇した。2012年（平成24年）と2013年（平成25年）の同大会ではダブルスで準優勝している。 
2017年（平成29年）の全日本テニス選手権女子シングルスでは決勝で今西美晴に敗れて準優勝だった。2018年（平成30年）には橋本総業ホールディングスと契約。2019年（平成31年）の第33回テニス日本リーグでは決勝で島津製作所を決勝で破って優勝し、自身は最高殊勲選手賞（MVP）を受賞した。同年の全日本テニス選手権女子シングルスでは決勝で本玉真唯に敗れて準優勝だった。2020年（令和2年）の全日本テニス選手権女子シングルスでは決勝で第1シードの日比野菜緒を破り、3度目の決勝にして初優勝を飾った。この時秋田は30歳9か月であり、初優勝者の歴代最年長記録を更新した。
2021年（令和3年）4月にはビリー・ジーン・キング・カップ日本代表に招集された。